# Żmigród
Żmigród (Duits: Trachenberg) is een stad in het Poolse woiwodschap Neder-Silezië, gelegen in de powiat Trzebnicki. De oppervlakte bedraagt 9,49 km², het inwonertal 6630 (2005).

## Verkeer en vervoer
- Station Żmigród